# 訴諸信心
訴諸信心（英文：Appeal to faith），係宣稱必須先相信某件事，才能夠知道它為真實（或者，不先相信某件事情，就無法知道它為真實）。
訴諸信心會造成循環論證，因此是一種非形式謬誤。

## 示例
- 如果你不相信主，你就無法看到祂。

說明：合理的相信是要看到主才相信主，因此原論證會變成無限循環：不相信主 → 無法看到主 → 不相信主
- 杜先生：XX觀音真的能治好我女兒嗎？
- 何老師：你要先相信XX觀音，XX觀音才會靈驗。

說明：合理的相信是要看到菩薩真的靈驗才相信，因此何老師的論證會變成無限循環：不相信XX觀音 → 無法看到XX觀音顯靈 → 不相信XX觀音
- 如果不相信司法，你要怎麼知道司法對殺人嫌疑犯的死刑裁決是公正的？不能相信司法的死刑判決，要怎麼相信死刑可以存續？

說明：合理的相信是要司法做出公正的裁決、包括對殺人犯公正的死刑裁決，才相信司法。因此原論證會變成無限循環：相信司法公正 → 司法對殺人犯公正的死刑裁決 → 相信司法公正

## 外部連結
- （英文） http://www.logicallyfallacious.com/index.php/logical-fallacies/31-appeal-to-faith （页面存档备份，存于）